# Brachypteer
Brachypteer betekent kortgevleugeld en is een term in de entomologie om de lengte van de vleugels van insecten aan te duiden. Het is het tegenovergestelde van macropteer, dat langgevleugeld betekent. Bij de meeste insecten, zoals veel kevers, zijn de vleugels altijd even lang, ongeacht de populatie of het geslacht. Bij andere groepen, zoals de sprinkhanen en krekels (Orthoptera) verschilt de vleugellengte soms per sekse. Bij andere groepen, zoals de oorwormen (Dermaptera) en de wantsen (Heteroptera) kan de lengte van de vleugels per populatie verschillen. 
Op de afbeeldingen rechts zijn twee vrouwtjes te zien van de greppelsprinkhaan (Metrioptera roeselii). Het bovenste exemplaar is kortgevleugeld, het onderste langgevleugeld. 